# Fissarcturus minutus
Fissarcturus minutus är en kräftdjursart som först beskrevs av Brandt 1990.  Fissarcturus minutus ingår i släktet Fissarcturus och familjen Antarcturidae. Inga underarter finns listade i Catalogue of Life.